# Jean Chazy
Jean Chazy (Villefranche-sur-Saône, 15 de agosto de 1882 – Paris, 9 de março de 1955) foi um matemático e astrônomo francês.
Foi palestrante convidado do Congresso Internacional de Matemáticos em Toronto (1924 - Über die Ankunft eines fremden Sterns im Sonnensystem, em francês) e Bolonha (1928 - Über die Stabilität nach Poisson des Dreikörperproblems, em francês).

## Obras
- "Remarques sur les problèmes des deux corps et des trois corps", CRAS, 1919.
- "Sur les singularités impossibles du problème des n corps", CRAS, 1920.
- "Sur l’allure du mouvement dans le problème des trois corps quand le temps croît indéfiniment", CRAS et Annales de l’Ecole Normale Supérieure, 1920-21-22.
- "Sur la stabilité avec la loi du cube des distances", Bulletin astronomique, 1920-21.
- "Sur les solutions isocèles du problème des trois corps", Bulletin astronomique, 1920-21.
- "Sur les courbes définies par les équations différentielles du second ordre", CRAS et Bulletin astronomique, 1920-21.
- "Sur la stabilité à la Poisson dans le problème des trois corps", CRAS, 1920-21.
- "Sur la stabilité dans le problème des trois corps", CRAS, 1920-21.
- La théorie de la relativité et la mécanique céleste (vol. 1, 1928 ; vol. 2, 1930), éd. Gauthier-Villars, Paris
- Cours de mécanique rationnelle. (2 vol., 1933 ; rééd. 1941-1942, 1948, 1952), éd. Gauthier-Villars, Paris
- Mécanique céleste: équations canoniques et variation des constantes (1953), Presses Universitaires de France, Coll. Euclide, Paris